# Ligue B de la Ligue des nations féminine de l'UEFA 2025
Navigation
Ligue B 2023-2024 Ligue B 2027
La Ligue B de la Ligue des nations féminine 2025 est la deuxième division de la Ligue des nations 2025, deuxième édition d'une compétition impliquant les équipes nationales féminines des 53 associations membres de l'UEFA.

## Format
La Ligue B se compose des associations classées de la dix-septième à la trente-deuxième place au classement général des Éliminatoires de l'Euro 2025, et se divise en quatre groupes de quatre équipes.

### Qualifications pour la Coupe du monde 2027
Les équipes classées premières de chaque groupe sont promues en Ligue A, les équipes classées deuxièmes de chaque groupe disputent les barrages de promotion contre les équipes classées troisièmes de chaque groupe de la Ligue A, les deux meilleures équipes classées troisièmes en groupe disputent les barrages de relégation contre les deux meilleures équipes classées deuxièmes en groupe de la Ligue C, tandis que les deux moins bonnes équipes classées troisièmes et les équipes classées quatrièmes de chaque groupe sont reléguées en Ligue C.

### Tirage au sort
Les équipes sont attribuées à la Ligue B en fonction du classement général des Éliminatoires de l'Euro 2025, le 16 juillet 2024. Elles sont réparties en quatre chapeaux de quatre équipes, placées selon la liste d'accès,.
Le tirage au sort de la phase de ligue a lieu le 7 novembre 2024,.
Les équipes sont placées dans les chapeaux servant au tirage au sort en suivant le classement général des Éliminatoires de l'Euro 2025.
| Équipe               | Classement |
| -------------------- | ---------- |
| Finlande             | 13         |
| Tchéquie             | 14         |
| République d'Irlande | 15         |
| Pologne              | 16         |

| Équipe          | Classement |
| --------------- | ---------- |
| Serbie          | 21         |
| Ukraine         | 22         |
| Irlande du Nord | 23         |
| Turquie         | 24         |

| Équipe             | Classement |
| ------------------ | ---------- |
| Croatie            | 25         |
| Hongrie            | 26         |
| Bosnie-Herzégovine | 27         |
| Slovénie           | 33         |

| Équipe      | Classement |
| ----------- | ---------- |
| Roumanie    | 34         |
| Biélorussie | 35         |
| Grèce       | 36         |
| Albanie     | 37         |

## Groupes
Légende des classements
- Promu en Ligue A
- Barrages de promotion en Ligue A
- Barrages de relégation en Ligue C
- Relégation en Ligue C

### Groupe 1
| Rang | Équipe             | Pts | J | G | N | P | Bp | Bc | Diff |  | Résultats (▼ dom., ► ext.) |     |     |     |     |
| ---- | ------------------ | --- | - | - | - | - | -- | -- | ---- |  | -------------------------- | --- | --- | --- | --- |
| 1    | Pologne R          | 16  | 6 | 5 | 1 | 0 | 16 | 2  | +14  |  | Pologne R                  |     | 2-0 | 5-1 | 3-0 |
| 2    | Irlande du Nord    | 8   | 6 | 2 | 2 | 2 | 6  | 10 | -4   |  | Irlande du Nord            | 0-4 |     | 3-2 | 1-0 |
| 3    | Bosnie-Herzégovine | 5   | 6 | 1 | 2 | 3 | 9  | 12 | -3   |  | Bosnie-Herzégovine         | 1-1 | 1-1 |     | 4-0 |
| 4    | Roumanie P         | 4   | 6 | 1 | 1 | 4 | 3  | 10 | -7   |  | Roumanie P                 | 0-1 | 1-1 | 2-0 |     |

| 1re journée           | Bosnie-Herzégovine                                                                                   | 4 - 0   | Roumanie | FF BH Football Training Centre, Zenica       |                                              |
| 21 février 2025 13h00 | Olar 38e (csc) · ( Ekić) Milinković 48e · ( Spasojevic) Gačanica 79e · ( Milinković) Krajšumović 86e | (1 - 0) |          | Spectateurs : 98 Arbitrage : Catarina Campos | Spectateurs : 98 Arbitrage : Catarina Campos |
| 21 février 2025 13h00 | Rapport                                                                                              |         |          | Spectateurs : 98 Arbitrage : Catarina Campos | Spectateurs : 98 Arbitrage : Catarina Campos |

| 21 février 2025 | Pologne                                            | 2 - 0   | Irlande du Nord | Stade Gdańsk, Gdańsk                           |                                                |
| 20h45           | ( Zieniewicz) Kamczyk 17e · ( Pajor) Achcińska 20e | (2 - 0) |                 | Spectateurs : 2 700 Arbitrage : Emanuela Rusta | Spectateurs : 2 700 Arbitrage : Emanuela Rusta |
| 20h45           |                                                    | Rapport | 16e L. Rafferty | Spectateurs : 2 700 Arbitrage : Emanuela Rusta | Spectateurs : 2 700 Arbitrage : Emanuela Rusta |

| 2e journée                    | Roumanie           | 0 - 1   | Pologne     | Stade Arcul de Triumf, Bucarest               |                                               |
| 25 février 2025 17h00 (18h00) |                    | (0 - 0) | 84e Padilla | Spectateurs : 490 Arbitrage : Fabienne Michel | Spectateurs : 490 Arbitrage : Fabienne Michel |
| 25 février 2025 17h00 (18h00) | Balaceanu 39e, 63e | Rapport | 41e Dudek   | Spectateurs : 490 Arbitrage : Fabienne Michel | Spectateurs : 490 Arbitrage : Fabienne Michel |

| 25 février 2025 | Irlande du Nord                                                    | 3 - 2   | Bosnie-Herzégovine                       | Inver Park, Larne                                 |                                                   |
| 20h00 (19h00)   | ( Wade) McPartlan 15e · ( Mason) Magill 89e · ( Wade) Magill 90+2e | (1 - 0) | 46e Ekić (Kapetanovic ) · 49e Milinković | Spectateurs : 1 303 Arbitrage : Caroline Lanssens | Spectateurs : 1 303 Arbitrage : Caroline Lanssens |
| 20h00 (19h00)   | Rapport                                                            |         |                                          | Spectateurs : 1 303 Arbitrage : Caroline Lanssens | Spectateurs : 1 303 Arbitrage : Caroline Lanssens |

| 3e journée         | Pologne                                                                                             | 5 - 1   | Bosnie-Herzégovine          | Stade Gdańsk, Gdańsk                          |                                               |
| 4 avril 2025 18h00 | ( Kamczyk) Pajor 15e · ( Kamczyk) Pajor 47e · Achcińska 51e · Słowińska 77e · Wiankowska 89e (pen.) | (1 - 1) | 40e Krajšumović (Taslidža ) | Spectateurs : 5 027 Arbitrage : Katalin Sipos | Spectateurs : 5 027 Arbitrage : Katalin Sipos |
| 4 avril 2025 18h00 | Kamczyk 73e                                                                                         | Rapport |                             | Spectateurs : 5 027 Arbitrage : Katalin Sipos | Spectateurs : 5 027 Arbitrage : Katalin Sipos |

| 4 avril 2025  | Roumanie              | 1 - 1   | Irlande du Nord | Stade Arcul de Triumf, Bucarest               |                                               |
| 18h00 (19h00) | ( Ficzay) Ciolacu 38e | (1 - 1) | 33e Maxwell     | Spectateurs : 1 485 Arbitrage : Sandra Bastos | Spectateurs : 1 485 Arbitrage : Sandra Bastos |
| 18h00 (19h00) | Rapport               |         |                 | Spectateurs : 1 485 Arbitrage : Sandra Bastos | Spectateurs : 1 485 Arbitrage : Sandra Bastos |

| 4e journée         | Bosnie-Herzégovine                                     | 1 - 1   | Pologne           | FF BH Football Training Centre, Zenica        |                                               |
| 8 avril 2025 15h30 | ( Grebenar) Krajšumović 65e                            | (0 - 0) | 90+1e Zawistowska | Spectateurs : 120 Arbitrage : Deborah Bianchi | Spectateurs : 120 Arbitrage : Deborah Bianchi |
| 8 avril 2025 15h30 | M. Hasanbegović 33e · Krajšumović 72e · Veletanlic 83e | Rapport |                   | Spectateurs : 120 Arbitrage : Deborah Bianchi | Spectateurs : 120 Arbitrage : Deborah Bianchi |

| 8 avril 2025  | Irlande du Nord     | 1 - 0   | Roumanie                    | Windsor Park, Belfast                          |                                                |
| 20h00 (19h00) | ( Halliday) Weir 8e | (1 - 0) |                             | Spectateurs : 2 380 Arbitrage : Shona Shukrula | Spectateurs : 2 380 Arbitrage : Shona Shukrula |
| 20h00 (19h00) | Mason 86e           | Rapport | 83e Iordachiusi · 86e Marcu | Spectateurs : 2 380 Arbitrage : Shona Shukrula | Spectateurs : 2 380 Arbitrage : Shona Shukrula |

| 5e journée                | Roumanie                        | 2 - 0   | Bosnie-Herzégovine | Stade Central-Academia Gheorghe Hagi, Ovidiu  |                                               |
| 30 mai 2025 17h00 (18h00) | Olar 45+3e · ( Stancu) Carp 60e | (1 - 0) |                    | Spectateurs : 1 365 Arbitrage : Olivia Tschon | Spectateurs : 1 365 Arbitrage : Olivia Tschon |
| 30 mai 2025 17h00 (18h00) | Gered 75e                       | Rapport | 85e Nikolić        | Spectateurs : 1 365 Arbitrage : Olivia Tschon | Spectateurs : 1 365 Arbitrage : Olivia Tschon |

| 30 mai 2025   | Irlande du Nord | 0 - 4   | Pologne                                                                            | Seaview, Belfast                              |                                               |
| 20h00 (19h00) |                 | (0 - 3) | 5e Pajor (Wiankowska ) · 9e Pajor · 28e Tomasiak (Pajor ) · 47e Achcinska (Pajor ) | Spectateurs : 2 482 Arbitrage : Minka Vekkeli | Spectateurs : 2 482 Arbitrage : Minka Vekkeli |
| 20h00 (19h00) | Holloway 45+2e  | Rapport | 62e Achcinska                                                                      | Spectateurs : 2 482 Arbitrage : Minka Vekkeli | Spectateurs : 2 482 Arbitrage : Minka Vekkeli |

| 6e journée        | Pologne                                                                | 3 - 0   | Roumanie                                                           | Stade Gdańsk, Gdańsk                              |                                                   |
| 3 juin 2025 19h00 | ( Tomasiak) Kamczyk 45e · ( Adamek) Tomasiak 82e · Tomasiak 90e (pen.) | (1 - 0) |                                                                    | Spectateurs : 10 685 Arbitrage : Aleksandra Česen | Spectateurs : 10 685 Arbitrage : Aleksandra Česen |
| 3 juin 2025 19h00 | Pawollek 70e · Dudek 73e                                               | Rapport | 45+1e Vătafu · 48e Stanciu · 64e Botojel · 66e Olar · 90+3e Stancu | Spectateurs : 10 685 Arbitrage : Aleksandra Česen | Spectateurs : 10 685 Arbitrage : Aleksandra Česen |

| 3 juin 2025 | Bosnie-Herzégovine           | 1 - 1   | Irlande du Nord         | FF BH Football Training Centre, Zenica          |                                                 |
| 19h00       | ( Slišković) Krajšumović 29e | (1 - 1) | 23e Magill              | Spectateurs : 300 Arbitrage : Hristiyana Guteva | Spectateurs : 300 Arbitrage : Hristiyana Guteva |
| 19h00       | Nikolić 42e                  | Rapport | 40e Bell · 56e Holloway | Spectateurs : 300 Arbitrage : Hristiyana Guteva | Spectateurs : 300 Arbitrage : Hristiyana Guteva |

### Groupe 2
| Rang | Équipe                 | Pts | J | G | N | P | Bp | Bc | Diff |  | Résultats (▼ dom., ► ext.) |     |     |     |     |
| ---- | ---------------------- | --- | - | - | - | - | -- | -- | ---- |  | -------------------------- | --- | --- | --- | --- |
| 1    | Slovénie P             | 15  | 6 | 5 | 0 | 1 | 12 | 2  | +10  |  | Slovénie P                 |     | 4-0 | 3-0 | 2-0 |
| 2    | République d'Irlande R | 15  | 6 | 5 | 0 | 1 | 10 | 6  | +4   |  | République d'Irlande R     | 1-0 |     | 1-0 | 2-1 |
| 3    | Turquie                | 6   | 6 | 2 | 0 | 4 | 3  | 7  | -4   |  | Turquie                    | 0-1 | 1-2 |     | 1-0 |
| 4    | Grèce P                | 0   | 6 | 0 | 0 | 6 | 2  | 12 | -10  |  | Grèce P                    | 1-2 | 0-4 | 0-1 |     |

| 1re journée                   | Grèce                              | 1 - 2   | Slovénie                                          | Stade Theódoros-Vardinogiánnis, Héraklion        |                                                  |
| 21 février 2025 15h30 (16h30) | ( Kakambouki) Sarri 26e            | (1 - 1) | 33e Sternad (Makovec ) · 67e Kramžar (Prašnikar ) | Spectateurs : 350 Arbitrage : Nanna Løf Andersen | Spectateurs : 350 Arbitrage : Nanna Løf Andersen |
| 21 février 2025 15h30 (16h30) | Gkouni Papaioannou 55e · Saich 59e | Rapport |                                                   | Spectateurs : 350 Arbitrage : Nanna Løf Andersen | Spectateurs : 350 Arbitrage : Nanna Løf Andersen |

| 21 février 2025 | République d'Irlande     | 1 - 0   | Turquie   | Tallaght Stadium, Dublin                    |                                             |
| 20h30 (19h30)   | ( Payne) Carusa 45+3e    | (1 - 0) |           | Spectateurs : 8 079 Arbitrage : Réka Molnar | Spectateurs : 8 079 Arbitrage : Réka Molnar |
| 20h30 (19h30)   | McCabe 80e · Hayes 90+1e | Rapport | 53e Şeker | Spectateurs : 8 079 Arbitrage : Réka Molnar | Spectateurs : 8 079 Arbitrage : Réka Molnar |

| 2e journée                    | Turquie             | 1 - 0   | Grèce | Esenler Stadium, Istanbul                       |                                                 |
| 25 février 2025 16h30 (18h30) | ( Pekel) Keskin 33e | (1 - 0) |       | Spectateurs : 2 728 Arbitrage : Miriama Bočková | Spectateurs : 2 728 Arbitrage : Miriama Bočková |
| 25 février 2025 16h30 (18h30) | Rapport             |         |       | Spectateurs : 2 728 Arbitrage : Miriama Bočková | Spectateurs : 2 728 Arbitrage : Miriama Bočková |

| 25 février 2025 | Slovénie                                                                                          | 4 - 0   | République d'Irlande        | Stade Bonifika, Koper                          |                                                |
| 18h00           | ( Sternad) Prašnikar 3e · ( Korošec) Prašnikar 28e · ( Sternad) Kramžar 34e · ( Kolbl) Kajzba 82e | (3 - 0) |                             | Spectateurs : 533 Arbitrage : Michalina Diakow | Spectateurs : 533 Arbitrage : Michalina Diakow |
| 18h00           | Križaj 31e · Golob 77e                                                                            | Rapport | 31e O'Sullivan · 64e Patten | Spectateurs : 533 Arbitrage : Michalina Diakow | Spectateurs : 533 Arbitrage : Michalina Diakow |

| 3e journée                 | Grèce         | 0 - 4   | République d'Irlande                                                                   | Stade Theódoros-Vardinogiánnis, Héraklion     |                                               |
| 4 avril 2025 16h00 (17h00) |               | (0 - 0) | 49e Sheva · 61e Carusa (Kiernan ) · 74e Stapleton (McCabe ) · 90+3e Barrett (Mannion ) | Spectateurs : 550 Arbitrage : Jelena Pejković | Spectateurs : 550 Arbitrage : Jelena Pejković |
| 4 avril 2025 16h00 (17h00) | Ntarzanou 56e | Rapport | 55e McCabe                                                                             | Spectateurs : 550 Arbitrage : Jelena Pejković | Spectateurs : 550 Arbitrage : Jelena Pejković |

| 4 avril 2025 | Slovénie                                                           | 3 - 0   | Turquie            | ŽŠD Stadion, Ljubljana                       |                                              |
| 16h30        | ( Sternad) Kolbl 29e · ( Kolbl) Kramžar 36e · Prašnikar 65e (pen.) | (2 - 0) |                    | Spectateurs : 950 Arbitrage : Victoria Beyer | Spectateurs : 950 Arbitrage : Victoria Beyer |
| 16h30        | Križaj 32e · Korošec 41e                                           | Rapport | 25e Çal · 53e Özev | Spectateurs : 950 Arbitrage : Victoria Beyer | Spectateurs : 950 Arbitrage : Victoria Beyer |

| 4e journée                 | Turquie | 0 - 1   | Slovénie                 | Stade du 4-Septembre de Sivas, Sivas             |                                                  |
| 8 avril 2025 18h00 (19h00) |         | (0 - 0) | 62e Kramžar (Korošec )   | Spectateurs : 18 825 Arbitrage : Fabienne Michel | Spectateurs : 18 825 Arbitrage : Fabienne Michel |
| 8 avril 2025 18h00 (19h00) |         | Rapport | 75e Makovec · 90+4e Zver | Spectateurs : 18 825 Arbitrage : Fabienne Michel | Spectateurs : 18 825 Arbitrage : Fabienne Michel |

| 8 avril 2025  | République d'Irlande           | 2 - 1   | Grèce     | Tallaght Stadium, Dublin                            |                                                     |
| 20h30 (19h30) | Barrett 9e (pen.) · Patten 50e | (1 - 0) | 72e Sarri | Spectateurs : 5 879 Arbitrage : Franziska Wildfeuer | Spectateurs : 5 879 Arbitrage : Franziska Wildfeuer |
| 20h30 (19h30) | Campbell 90+1e                 | Rapport |           | Spectateurs : 5 879 Arbitrage : Franziska Wildfeuer | Spectateurs : 5 879 Arbitrage : Franziska Wildfeuer |

| 5e journée        | Slovénie                                            | 2 - 0   | Grèce                                              | ŽŠD Stadion, Ljubljana                    |                                           |
| 30 mai 2025 18h00 | ( Prašnikar) Kramžar 24e · ( Sternad) Prašnikar 50e | (1 - 0) |                                                    | Spectateurs : 738 Arbitrage : Réka Molnar | Spectateurs : 738 Arbitrage : Réka Molnar |
| 30 mai 2025 18h00 |                                                     | Rapport | 12e Gkatsou · 59e Sarri · 61e Mitkou · 76e Paterna | Spectateurs : 738 Arbitrage : Réka Molnar | Spectateurs : 738 Arbitrage : Réka Molnar |

| 30 mai 2025   | Turquie                                                                 | 1 - 2   | République d'Irlande         | Esenler Stadium, Istanbul      |                                |
| 19h00 (20h00) | ( Civelek) Hançar 49e                                                   | (0 - 0) | 80e (csc) Şeker · 89e Murphy | Arbitrage : Kristina Georgieva | Arbitrage : Kristina Georgieva |
| 19h00 (20h00) | Civelek 38e · Topçu 51e · Cin 62e · Akgöz 84e · Çal 87e · Karataş 90+6e | Rapport | 87e McCabe                   | Arbitrage : Kristina Georgieva | Arbitrage : Kristina Georgieva |

| 6e journée                | République d'Irlande    | 1 - 0   | Slovénie                                         | Páirc Uí Chaoimh, Cork      |                             |
| 3 juin 2025 19h00 (18h00) | ( Stapleton) Noonan 19e | (1 - 0) |                                                  | Arbitrage : Miriama Bočková | Arbitrage : Miriama Bočková |
| 3 juin 2025 19h00 (18h00) | Patten 85e              | Rapport | 30e Sternad · 53e Makovec · 55e Čonč · 85e Eržen | Arbitrage : Miriama Bočková | Arbitrage : Miriama Bočková |

| 3 juin 2025   | Grèce                                  | 0 - 1   | Turquie             | Stade Theódoros-Vardinogiánnis, Héraklion |                                 |
| 19h00 (20h00) |                                        | (0 - 1) | 42e Hançar (Pekel ) | Arbitrage : Maïka Vanderstichel           | Arbitrage : Maïka Vanderstichel |
| 19h00 (20h00) | Petaloti 15e · Sarri 38e · Gkatsou 66e | Rapport |                     | Arbitrage : Maïka Vanderstichel           | Arbitrage : Maïka Vanderstichel |

### Groupe 3
| Rang | Équipe        | Pts | J | G | N | P | Bp | Bc | Diff |  | Résultats (▼ dom., ► ext.) |     |     |     |     |
| ---- | ------------- | --- | - | - | - | - | -- | -- | ---- |  | -------------------------- | --- | --- | --- | --- |
| 1    | Serbie        | 14  | 6 | 4 | 2 | 0 | 7  | 1  | +6   |  | Serbie                     |     | 1-0 | 1-0 | 0-0 |
| 2    | Finlande R    | 11  | 6 | 3 | 2 | 1 | 8  | 2  | +6   |  | Finlande R                 | 1-1 |     | 3-0 | 0-0 |
| 3    | Hongrie       | 4   | 6 | 1 | 1 | 4 | 2  | 6  | -4   |  | Hongrie                    | 0-1 | 0-1 |     | 0-0 |
| 4    | Biélorussie P | 3   | 6 | 0 | 3 | 3 | 0  | 8  | -8   |  | Biélorussie P              | 0-3 | 0-3 | 0-2 |     |

| 1re journée           | Serbie                 | 1 - 0   | Finlande | Sportski centar FSS, Stara Pazova               |                                                 |
| 21 février 2025 18h00 | Damnjanović 43e (pen.) | (1 - 0) |          | Spectateurs : 280 Arbitrage : Michaela Pachtova | Spectateurs : 280 Arbitrage : Michaela Pachtova |
| 21 février 2025 18h00 | Kostić 37e             | Rapport |          | Spectateurs : 280 Arbitrage : Michaela Pachtova | Spectateurs : 280 Arbitrage : Michaela Pachtova |

| 21 février 2025 | Biélorussie  | 0 - 2   | Hongrie                                    | Stade Lagator, Loznica                    |                                           |
| 20h00           |              | (0 - 0) | 57e Csiki (Pusztai ) · 77e Csányi (Szabó ) | Spectateurs : 0 Arbitrage : Sandra Bastos | Spectateurs : 0 Arbitrage : Sandra Bastos |
| 20h00           | Kovaleva 88e | Rapport |                                            | Spectateurs : 0 Arbitrage : Sandra Bastos | Spectateurs : 0 Arbitrage : Sandra Bastos |

| 2e journée            | Serbie | 0 - 0   | Biélorussie                    | Sportski centar FSS, Stara Pazova           |                                             |
| 25 février 2025 18h00 |        |         |                                | Spectateurs : 215 Arbitrage : Olivia Tschon | Spectateurs : 215 Arbitrage : Olivia Tschon |
| 25 février 2025 18h00 |        | Rapport | 62e Shlapakova · 85e Sitnikova | Spectateurs : 215 Arbitrage : Olivia Tschon | Spectateurs : 215 Arbitrage : Olivia Tschon |

| 25 février 2025 | Hongrie                     | 0 - 1   | Finlande                                 | Stade Nándor-Hidegkuti, Budapest                  |                                                   |
| 18h00           |                             | (0 - 1) | 7e (pen.) Nyström                        | Spectateurs : 1 213 Arbitrage : Hristiyana Guteva | Spectateurs : 1 213 Arbitrage : Hristiyana Guteva |
| 18h00           | Vir. Nagy 37e · Csiszár 89e | Rapport | 39e Öling · 89e Lehtola · 90+4e Koivunen | Spectateurs : 1 213 Arbitrage : Hristiyana Guteva | Spectateurs : 1 213 Arbitrage : Hristiyana Guteva |

| 3e journée         | Finlande     | 0 - 0   | Biélorussie                  | Stade Silvio-Piola, Novare                 |                                            |
| 4 avril 2025 17h00 |              |         |                              | Spectateurs : 0 Arbitrage : Emanuela Rusta | Spectateurs : 0 Arbitrage : Emanuela Rusta |
| 4 avril 2025 17h00 | Koivisto 41e | Rapport | 13e Kozyupa · 90+3e Valeryia | Spectateurs : 0 Arbitrage : Emanuela Rusta | Spectateurs : 0 Arbitrage : Emanuela Rusta |

| 4 avril 2025 | Hongrie     | 0 - 1   | Serbie                          | Stade Alcufer, Győr                             |                                                 |
| 20h00        |             | (0 - 1) | 69e Matejić                     | Spectateurs : 513 Arbitrage : Caroline Lanssens | Spectateurs : 513 Arbitrage : Caroline Lanssens |
| 20h00        | Csiszár 75e | Rapport | 50e Milivojević · 53e Filipović | Spectateurs : 513 Arbitrage : Caroline Lanssens | Spectateurs : 513 Arbitrage : Caroline Lanssens |

| 4e journée                 | Finlande                                                                     | 3 - 0   | Hongrie   | Tammelan Stadion, Tampere                      |                                                |
| 8 avril 2025 17h30 (18h30) | ( Lehtola) Koivisto 18e · ( Ahtinen) Sällström 39e · ( Kollanen) Franssi 88e | (2 - 0) |           | Spectateurs : 4 135 Arbitrage : Angelika Söder | Spectateurs : 4 135 Arbitrage : Angelika Söder |
| 8 avril 2025 17h30 (18h30) |                                                                              | Rapport | 46e Szabó | Spectateurs : 4 135 Arbitrage : Angelika Söder | Spectateurs : 4 135 Arbitrage : Angelika Söder |

| 8 avril 2025 | Biélorussie | 0 - 3   | Serbie                                                 | Stade Silvio-Piola, Novare                  |                                             |
| 21h00        |             | (0 - 1) | 24e Matejić (Čanković ) · 75e Ivanović · 90+3e Matejić | Spectateurs : 0 Arbitrage : Henrikke Nervik | Spectateurs : 0 Arbitrage : Henrikke Nervik |
| 21h00        | Rapport     |         |                                                        | Spectateurs : 0 Arbitrage : Henrikke Nervik | Spectateurs : 0 Arbitrage : Henrikke Nervik |

| 5e journée        | Serbie                           | 1 - 0   | Hongrie                                          | Sportski centar FSS, Stara Pazova          |                                            |
| 30 mai 2025 19h00 | Poljak 90+6e                     | (0 - 0) |                                                  | Spectateurs : 300 Arbitrage : Kirsty Dowle | Spectateurs : 300 Arbitrage : Kirsty Dowle |
| 30 mai 2025 19h00 | Damnjanović 61e · Damjanović 51e | Rapport | 32e Turányi · 44e Papp · 65e Csiki · 89e F. Nagy | Spectateurs : 300 Arbitrage : Kirsty Dowle | Spectateurs : 300 Arbitrage : Kirsty Dowle |

| 30 mai 2025 | Biélorussie  | 0 - 3   | Finlande                                                        | Szent Gellért Fórum, Szeged              |                                          |
| 20h00       |              | (0 - 1) | 8e Franssi (Öling ) · 66e Sällström (Kollanen ) · 73e Sällström | Spectateurs : 0 Arbitrage : Merima Čelik | Spectateurs : 0 Arbitrage : Merima Čelik |
| 20h00       | Olkhovik 88e | Rapport | 53e Tynnilä                                                     | Spectateurs : 0 Arbitrage : Merima Čelik | Spectateurs : 0 Arbitrage : Merima Čelik |

| 6e journée        | Hongrie                | 0 - 0   | Biélorussie                             | Szent Gellért Fórum, Szeged                         |                                                     |
| 3 juin 2025 19h00 |                        |         |                                         | Spectateurs : 1 613 Arbitrage : Ana Maria Terteleac | Spectateurs : 1 613 Arbitrage : Ana Maria Terteleac |
| 3 juin 2025 19h00 | Csányi 4e · Vincze 83e | Rapport | 30e Zhitko · 79e Linnik · 90+4e Kozyupa | Spectateurs : 1 613 Arbitrage : Ana Maria Terteleac | Spectateurs : 1 613 Arbitrage : Ana Maria Terteleac |

| 3 juin 2025   | Finlande    | 1 - 1   | Serbie         | Stade olympique d'Helsinki, Helsinki          |                                               |
| 19h00 (20h00) | Lehtola 71e | (0 - 0) | 84e (csc) Roth | Spectateurs : 8 970 Arbitrage : Sandra Bastos | Spectateurs : 8 970 Arbitrage : Sandra Bastos |
| 19h00 (20h00) | Kosola 52e  | Rapport |                | Spectateurs : 8 970 Arbitrage : Sandra Bastos | Spectateurs : 8 970 Arbitrage : Sandra Bastos |

### Groupe 4
| Rang | Équipe     | Pts | J | G | N | P | Bp | Bc | Diff |  | Résultats (▼ dom., ► ext.) |     |     |     |     |
| ---- | ---------- | --- | - | - | - | - | -- | -- | ---- |  | -------------------------- | --- | --- | --- | --- |
| 1    | Ukraine    | 13  | 6 | 4 | 1 | 1 | 8  | 6  | +2   |  | Ukraine                    |     | 1-0 | 2-1 | 2-1 |
| 2    | Tchéquie R | 13  | 6 | 4 | 1 | 1 | 17 | 4  | +13  |  | Tchéquie R                 | 1-1 |     | 5-1 | 5-0 |
| 3    | Albanie P  | 6   | 6 | 2 | 0 | 4 | 10 | 12 | -2   |  | Albanie P                  | 1-2 | 1-2 |     | 4-0 |
| 4    | Croatie    | 3   | 6 | 1 | 0 | 5 | 4  | 17 | -13  |  | Croatie                    | 2-0 | 0-4 | 1-2 |     |

| 1re journée           | Albanie                              | 1 - 2   | Ukraine                                  | Stade Niko Dovana, Durrës                           |                                                     |
| 21 février 2025 18h00 | Berisha 90+5e                        | (0 - 1) | 31e Ovdiychuk · 48e Kozlova (Ovdiychuk ) | Spectateurs : 2 520 Arbitrage : Franziska Wildfeuer | Spectateurs : 2 520 Arbitrage : Franziska Wildfeuer |
| 21 février 2025 18h00 | Hamonikaj 37e · Zarka 60e · Hila 61e | Rapport | 16e Shmatko                              | Spectateurs : 2 520 Arbitrage : Franziska Wildfeuer | Spectateurs : 2 520 Arbitrage : Franziska Wildfeuer |

| 21 février 2025 | Croatie   | 0 - 4   | Tchéquie                                                                                       | Stade Aldo-Drosina, Pula                    |                                             |
| 19h00           |           | (0 - 3) | 15e Stašková (Cahynová ) · 18e Khýrová · 29e Krejčiříková (Khýrová ) · 63e Svitková (Khýrová ) | Spectateurs : 327 Arbitrage : Abigail Byrne | Spectateurs : 327 Arbitrage : Abigail Byrne |
| 19h00           | Lojna 52e | Rapport |                                                                                                | Spectateurs : 327 Arbitrage : Abigail Byrne | Spectateurs : 327 Arbitrage : Abigail Byrne |

| 2e journée            | Tchéquie | 5 - 1   | Albanie                      | Stadion Střelecký ostrov, České Budějovice         |                                                    |
| 25 février 2025 17h30 | ( Khýrová) Svitková 34e · ( Khýrová) Svitková 42e · ( Svitková) Bartoňová 45+2e · ( Pěčková) Stašková 60e · ( Svitková) Bartoňová 62e | (3 - 1) | 24e (pen.) Doci              | Spectateurs : 2 025 Arbitrage : Kristina Georgieva | Spectateurs : 2 025 Arbitrage : Kristina Georgieva |
| 25 février 2025 17h30 | Bartoňová 23e · Stárová 90+2e | Rapport | 68e Dedgjonaj · 90+2e Curraj | Spectateurs : 2 025 Arbitrage : Kristina Georgieva | Spectateurs : 2 025 Arbitrage : Kristina Georgieva |

| 25 février 2025 | Ukraine                              | 2 - 1   | Croatie                   | Elbasan Arena, Elbasan                      |                                             |
| 18h00           | ( Ovdiychuk) Kotyk 2e · Kalinina 61e | (1 - 0) | 69e Nevrkla               | Spectateurs : 10 Arbitrage : Shona Shukrula | Spectateurs : 10 Arbitrage : Shona Shukrula |
| 18h00           | Korsun 83e                           | Rapport | 18e Dulčić · 34e Krznarić | Spectateurs : 10 Arbitrage : Shona Shukrula | Spectateurs : 10 Arbitrage : Shona Shukrula |

| 3e journée         | Albanie                                                                          | 4 - 0   | Croatie                                                       | Stade Loro-Boriçi, Shkodër                     |                                                |
| 4 avril 2025 16h00 | ( Krasniqi) Berisha 14e · ( Doci) Hila 24e · ( Troka) Doci 72e · Hamonikaj 90+1e | (2 - 0) |                                                               | Spectateurs : 436 Arbitrage : Alexandra Collin | Spectateurs : 436 Arbitrage : Alexandra Collin |
| 4 avril 2025 16h00 | Franja 21e · Curraj 45e                                                          | Rapport | 39e, 66e Čanjevac · 51e Markovic · 75e Balog · 90+2e Jelenčić | Spectateurs : 436 Arbitrage : Alexandra Collin | Spectateurs : 436 Arbitrage : Alexandra Collin |

| 4 avril 2025 | Ukraine                  | 1 - 0   | Tchéquie                       | Stade municipal de Polkowice, Polkowice      |                                              |
| 18h00        | ( Kozlova) Ovdiychuk 57e | (0 - 0) |                                | Spectateurs : 500 Arbitrage : Ainara Acevedo | Spectateurs : 500 Arbitrage : Ainara Acevedo |
| 18h00        | Semkiv 63e               | Rapport | 17e Sonntagová · 59e Růžičková | Spectateurs : 500 Arbitrage : Ainara Acevedo | Spectateurs : 500 Arbitrage : Ainara Acevedo |

| 4e journée         | Croatie       | 1 - 2   | Albanie                              | Sport Centre Rudes, Zagreb |                           |
| 8 avril 2025 16h00 | Slipčević 11e | (1 - 1) | 32e Berisha · 71e (csc) Balog        | Arbitrage : Maria Marotta  | Arbitrage : Maria Marotta |
| 8 avril 2025 16h00 | Jakobašić 50e | Rapport | 10e Hamonikaj · 14e Hila · 59e Tukaj | Arbitrage : Maria Marotta  | Arbitrage : Maria Marotta |

| 8 avril 2025 | Tchéquie               | 1 - 1   | Ukraine           | Stade municipal d'Ústí nad Labem, Ústí nad Labem |                           |
| 17h30        | ( Khýrová) Svitková 4e | (1 - 1) | 19e (pen.) Petryk | Arbitrage : Minka Vekkeli                        | Arbitrage : Minka Vekkeli |
| 17h30        | Khýrová 27e            | Rapport | 62e Petryk        | Arbitrage : Minka Vekkeli                        | Arbitrage : Minka Vekkeli |

| 5e journée        | Tchéquie | 5 - 0   | Croatie                  | Stade Letná de Chomutov, Chomutov             |                                               |
| 30 mai 2025 17h00 | ( Svitková) Khýrová 6e · ( Khýrová) Bartoňová 18e · ( Khýrová) Pochmanová 23e · ( Khýrová) Dubcová 47e · ( Kotrčová) Polášková 53e | (3 - 0) |                          | Spectateurs : 934 Arbitrage : Karoline Wacker | Spectateurs : 934 Arbitrage : Karoline Wacker |
| 30 mai 2025 17h00 | Černá 64e | Rapport | 81e Orkić · 85e Vračević | Spectateurs : 934 Arbitrage : Karoline Wacker | Spectateurs : 934 Arbitrage : Karoline Wacker |

| 30 mai 2025 | Ukraine                                   | 2 - 1   | Albanie                 | Stade Varteks, Varaždin                        |                                                |
| 19h00       | Ovdiychuk 19e · ( Ovdiychuk) Basanska 41e | (2 - 1) | 10e Berisha (Krasniqi ) | Spectateurs : 50 Arbitrage : Caroline Lanssens | Spectateurs : 50 Arbitrage : Caroline Lanssens |
| 19h00       |                                           | Rapport | 51e Doci                | Spectateurs : 50 Arbitrage : Caroline Lanssens | Spectateurs : 50 Arbitrage : Caroline Lanssens |

| 6e journée  | Croatie                     | 2 - 0   | Ukraine    | Stade Branko Čavlović-Čavlek, Karlovac     |                                            |
| 3 juin 2025 | Vračević 11e · Živković 52e | (1 - 0) |            | Spectateurs : 238 Arbitrage : Deborah Anex | Spectateurs : 238 Arbitrage : Deborah Anex |
| 3 juin 2025 | Dulčić 88e                  | Rapport | 90e Petryk | Spectateurs : 238 Arbitrage : Deborah Anex | Spectateurs : 238 Arbitrage : Deborah Anex |

| 3 juin 2025                           | Albanie       | 1 - 2                                                          | Tchéquie                    | Stade Loro-Boriçi, Shkodër                     |                                                |
|                                       | Berisha 45+2e | (1 - 0)                                                        | 87e Bartoňová · 90e Khýrová | Spectateurs : 238 Arbitrage : Michalina Diakow | Spectateurs : 238 Arbitrage : Michalina Diakow |
| Berisha 80e · Hyska 83e · Zarka 90+3e | Rapport       | 18e, 40e Bendová · 67e Černá · 78e Sonntagová · 90+3e Cvrčková |                             | Spectateurs : 238 Arbitrage : Michalina Diakow | Spectateurs : 238 Arbitrage : Michalina Diakow |

### Relégation directe
Les équipes en troisième position dans chaque groupe de la Ligue B sont classées de la position 1 à la position 4 sur la base du classement général de la Ligue des nations.
Les équipes classées en position 3 et 4 (31e et 32e) seront reléguées directement en Ligue C, tandis que les deux autres équipes disputeront les barrages de relégation.
| Rang | Équipe                        | Pts | J | G | N | P | Bp | Bc | Diff |
| ---- | ----------------------------- | --- | - | - | - | - | -- | -- | ---- |
| 29   | Albanie P (Groupe 4)          | 6   | 6 | 2 | 0 | 4 | 10 | 12 | -2   |
| 30   | Turquie (Groupe 2)            | 6   | 6 | 2 | 0 | 4 | 3  | 7  | -4   |
| 31   | Bosnie-Herzégovine (Groupe 1) | 5   | 6 | 1 | 2 | 3 | 9  | 12 | -3   |
| 32   | Hongrie (Groupe 3)            | 4   | 6 | 1 | 1 | 4 | 2  | 6  | -4   |

## Classement général
Mise à jour après la première journée de phase de poule : le 30 mai 2025
Légende des classements
- Promotion en Ligue A
- Barrages de promotion
- Barrages de relégation
- Relégation en Ligue C

| Ligue B | Ligue B                | Ligue B                         | Ligue B | Ligue B | Ligue B | Ligue B | Ligue B | Ligue B | Ligue B | Ligue B | Ligue B |
| Rang    | Nation                 | Parcours                        | Gr.     | MJ      | G       | N       | P       | Pts     | Bp      | Bc      | Diff    |
| ------- | ---------------------- | ------------------------------- | ------- | ------- | ------- | ------- | ------- | ------- | ------- | ------- | ------- |
| 17e     | Slovénie P             | Meilleur premier de groupe      | 2       | 5       | 5       | 0       | 0       | 15      | 12      | 1       | +11     |
| 18e     | Pologne R              | 2e meilleur premier de groupe   | 1       | 5       | 4       | 1       | 0       | 13      | 13      | 2       | +11     |
| 19e     | Serbie                 | 3e meilleur premier de groupe   | 3       | 5       | 4       | 1       | 0       | 13      | 6       | 0       | +6      |
| 20e     | Ukraine                | 4e meilleur premier de groupe   | 4       | 5       | 4       | 1       | 0       | 13      | 8       | 4       | +4      |
|         |                        |                                 |         |         |         |         |         |         |         |         |         |
| 21e     | République d'Irlande R | Meilleur deuxième de groupe     | 2       | 5       | 4       | 0       | 1       | 12      | 9       | 6       | +3      |
| 22e     | Tchéquie R             | 2e meilleur deuxième de groupe  | 4       | 5       | 3       | 1       | 1       | 10      | 15      | 3       | +12     |
| 23e     | Finlande R             | 3e meilleur deuxième de groupe  | 3       | 5       | 3       | 1       | 1       | 10      | 7       | 1       | +6      |
| 24e     | Irlande du Nord        | 4e meilleur deuxième de groupe  | 1       | 5       | 2       | 1       | 2       | 7       | 5       | 9       | -4      |
|         |                        |                                 |         |         |         |         |         |         |         |         |         |
| 25e     | Albanie P              | Meilleur troisième de groupe    | 4       | 5       | 2       | 0       | 3       | 6       | 9       | 10      | -1      |
| 26e     | Bosnie-Herzégovine     | 2e meilleur troisième de groupe | 1       | 5       | 1       | 1       | 3       | 4       | 8       | 11      | -3      |
| 27e     | Hongrie                | 3e meilleur troisième de groupe | 3       | 5       | 1       | 0       | 4       | 3       | 2       | 6       | -4      |
| 28e     | Turquie                | 4e meilleur troisième de groupe | 2       | 5       | 1       | 0       | 4       | 3       | 2       | 7       | -5      |
|         |                        |                                 |         |         |         |         |         |         |         |         |         |
| 29e     | Roumanie P             | Meilleur quatrième de groupe    | 1       | 5       | 1       | 1       | 3       | 4       | 3       | 7       | -4      |
| 30e     | Biélorussie P          | 2e meilleur quatrième de groupe | 3       | 5       | 0       | 2       | 3       | 2       | 0       | 8       | -8      |
| 31e     | Grèce P                | 3e meilleur quatrième de groupe | 2       | 5       | 0       | 0       | 5       | 0       | 2       | 11      | -9      |
| 32e     | Croatie                | 4e meilleur quatrième de groupe | 4       | 5       | 0       | 0       | 5       | 0       | 2       | 17      | -15     |